# Élections législatives de 1951 en Guadeloupe
Les élections législatives françaises de 1951 se tiennent le 17 juin. Ce sont les deuxièmes élections législatives de la Quatrième République.

## Mode de scrutin
Représentation proportionnelle plurinominale suivant la méthode du plus fort reste dans 103 circonscriptions, conformément à la loi des apparentements : les listes qui se sont « apparentées » avant l'élection remportent tous les sièges de la circonscription si leurs voix ajoutées obtiennent la majorité absolue des suffrages exprimés. Il y a 629 sièges à pourvoir.
Le vote préférentiel est admis. 
Dans le département de la Guadeloupe, trois députés sont à élire.

## Élus
| Député sortant  | Parti | Parti | Député élu ou réélu | Parti | Parti |
| --------------- | ----- | ----- | ------------------- | ----- | ----- |
| Rosan Girard    |       | PCF   | Rosan Girard        |       | PCF   |
| Gerty Archimède |       | PCF   | Furcie Tirolien     |       | RPF   |
| Paul Valentino  |       | SFIO  | Paul Valentino      |       | SFIO  |

## Résultats

### Résultats à l'échelle du département
- Il n'y a pas d'apparentement de conclu dans le département.
- Les sièges sont répartis à la proportionnelle entre tous les partis.

| Parti    | Parti    | Tête de liste   | Résultats | Résultats | Sièges |  |
| Parti    | Parti    | Tête de liste   | Voix      | %         |        |  |
| -------- | -------- | --------------- | --------- | --------- | ------ |  |
|          | PCF      | Rosan Girard    | 19 992    | 44,38     | 1      |  |
|          | RPF-RGR  | Furcie Tirolien | 14 352    | 31,86     | 1      |  |
|          | SFIO     | Paul Valentino  | 10 313    | 22,89     | 1      |  |
|          | UDSR     | Mlle Favraud    | 346       | 0,77      | 0      |  |
|          | DVG      | Édouard Leno    | 45        | 0,10      | 0      |  |
|          |          |                 |           |           |        |  |
| Inscrits | Inscrits | Inscrits        | 78 170    | 100,00    | 3      |  |
| Votants  | Votants  | Votants         | 45 704    | 58,47     |        |  |
| Exprimés | Exprimés | Exprimés        | 45 048    | 98,57     |        |  |